# Anisosepalum
Anisosepalum là chi thực vật có hoa trong họ Acanthaceae.
Các loài trong chi này là bản địa Burundi, Cộng hòa Trung Phi, Congo, Gabon, Rwanda, Tanzania, Uganda, Zambia, Cộng hòa Dân chủ Congo.

## Các loài
- Anisosepalum alboviolaceum (Benoist) E.Hossain, 1972: Cộng hòa Trung Phi, Congo, Gabon, Rwanda, tây nam Uganda, tây Zambia, Cộng hòa Dân chủ Congo.
- Anisosepalum humbertii (Mildbr.) E.Hossain, 1972: Burundi, Rwanda, tây Tanzania, Uganda, đông Cộng hòa Dân chủ Congo.
- Anisosepalum lewallei Bamps, 1972:  Burundi, tây Tanzania.

## Phát sinh chủng loài
Anisosepalum có quan hệ họ hàng gần nhất với Saintpauliopsis. Chúng tạo thành nhánh chị-em với Staurogyne nghĩa rộng.